# Büyük Ada

Büyük Ada (en turco, isla mayor) es la isla más grande que se puede ver desde el centro de la ciudad de Karaburun, en la provincia de Esmirna, Turquía.
Al sureste de la isla se encuentra Küçük Ada (isla menor, en turco), también parte del municipio de Karaburun. Ambas islas son habitadas por cabras silvestres.